# Ortheziolacoccus mahunkai
Ortheziolacoccus mahunkai är en insektsart som först beskrevs av Ferenc Kozár och Miller 2000.  Ortheziolacoccus mahunkai ingår i släktet Ortheziolacoccus och familjen vaxsköldlöss.
Artens utbredningsområde är Kongo-Kinshasa. Inga underarter finns listade i Catalogue of Life.